# 크로아티아어

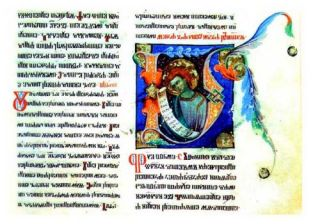

크로아티아어(크로아티아어: hrvatski [xř̩ʋaːtskiː])는 크로아티아의 사실상의 공용어로, 서부 남슬라브어군 세르보크로아트어의 일종이다.
1991년에 크로아티아가 유고슬라비아 사회주의 연방 공화국으로부터 독립하기 전, 세르비아어와 동일한 언어로 취급되고 있었으나 유고슬라비아 해체 이후 정치적인 이유로 각각 다른 언어로 주장되고 있다. 다만 원래 양자의 차이는 미세한 맞춤법이나 표현의 차이 정도이며, 현재에도 매우 가까운 관계에 있다.
크로아티아어의 화자는 주로 발칸반도에 분포하고 크로아티아인을 중심으로 크로아티아, 세르비아, 몬테네그로, 보스니아 헤르체고비나 및 다른 국가에서도 지역언어로 인정된다.

## 세르비아어와의 차이
세르비아어 지역과 약간의 발음 차이가 있던 것이 크로아티아어에 반영되어 표기와 발음 차이가 나타나는 단어들이 있다.

## 문자
| A a   | B b | C c     | Č č   | Ć ć | D d   | Đ đ |
| Dž dž | E e | F f     | G g   | H h | I i   | J j |
| K k   | L l | Lj lj   | M m   | N n | Nj nj | O o |
| P p   | R r | S s     | Š š   | T t | U u   | V v |
| Z z   | Ž ž | (Ie ie) | (Ŕ ŕ) |     |       |     |

## 상용 표현
bog (bok), dobar dan
→아침인사
doviđenja
→안녕히 가세요
molim
→제발요
hvala
→감사합니다
to, taj
→그것
koliko?
→얼마에요?
da
→네
ne
→아니요
Ne razumijem
→잘 모르겠습니다.
Gdje je zahod? (Gdje je zahot?)
→화장실은 어디에 있나요?

## 같이 보기
- 상호 의사소통성
- 다중심언어